# رياض الهمشري
رياض الهمشري (9 نوفمبر 1958- 7 مايو 2007)، ملحن مصري راحل. لحن العديد من الأغاني لأشهر المطربين في عصره، بالإضافة إلى الموسيقى التصويرية لعدد كبير من الأفلام بينها: حرب الفراولة،  ليه خلتني أحبك، إسماعيلية رايح جاي. كما لحن نشيد الجيش واحتفالات مصر بذكرى نصر أكتوبر بحضور رئيس الجمهورية.

## حياته ونشأته
بدأ نشاطه الفني كمطرب في سن السادسة حيث تعلم الغناء والعزف على آلة العود وأتقنه على يد خاله الفنان صلاح الهمشري الذي اكتشف موهبته المبكرة ورعاها، وكان أول أغنية يغنيها (الورد جميل) للشيخ زكريا أحمد في برنامج (جرب حظك) للإذاعي الراحل طاهر أبو زيد ثم في العام 1965 تقدّم لاختبارات الإذاعة والتلفزيون وتجاوزها ببساطة نادرة ثم مشتركا في حفلات أضواء المدينة وحفلات الموسيقار فريد الأطرش وعبد الحليم حافظ والذي اشترك فيها كطفل يغني التراث المصري والعربي القديم وكان وهو في الثامنة يغني في معظم إذاعات العالم والتليفزيون المصري ولقب بالطفل المعجزة.
تزوج من غادة الهمشري وله ولدان هما عمر (من مواليد سنة 1995) وهشام (من مواليد 2000).

## مسيرته
في عام 1969 شد صوته انتباه بعثة التلفزيون الياباني فسجلوا له عددا من الأغنيات بإشراف الفنان زكريا الحجاوي ثم وقع أول عقد له لتسجيل (6) اسطوانات بصوته عام 1970 مع شركة موريفون (موريس اسكندر) وقد أثنت عليه أم كلثوم وساعدته في مشواره الفني كما ساعده أيضا الموسيقار محمد عبد الوهاب وقرر أن يلحّن له أغنية يكتب كلماتها الشاعر عبد الرحمن الأبنودي ولكن الظروف حالت دون ذلك وكذلك الموسيقار فريد الاطرش أشركه في كل حفلاته ووقف إلى جانبه واشترك رياض الهمشري في أداء بعض الأوبّرات العالمية تحت إشراف رتيبه الحفني باللغات الإنجليزية والألمانية والفرنسية والروسية والإيطالية حيث احتاجت (أوبرا فينيسيا الإيطالية) إلى طفل لاستكمال عرضها على مسرح الأوبرا وتقدّم رياض وحفظ ألحان أوبرا (لابوهيم) بالإيطالية واشترك في العرض وذلك عندما كان سوليست في كورال الأطفال لمحافظة القاهرة وكان له جمع من الصحفيين والفنانين وقفوا إلى جانب موهبته منهم الصحفي محمود أمين العالم ورجاء النقاش والشاعر محمود حسن إسماعيل وزكريا الحجاوي وأولاد الشيخ زكريا أحمد وأولاد الشيخ سيد درويش وكان رياض أصغر عضو عامل في جمعيه سيد درويش.

## أعماله
مثل وغنى مسلسل قصة حياة الفنان الراحل محمد فوزي للإذاعة المصرية وكذلك مسلسل إذاعي مع النجمة إسعاد يونس، كما حصل رياض على أرفع أوسمة من الجيش المصري لمشاركته في كل حفلات الجبهة المصرية (متبرعا) منها وسام الوطنية من قائد الجيش الثاني وأرفع أوسمة الجيش الثالث الميداني ولقّب بمطرب الجبهة من القائد تحسين شنن وذلك في مرحلة حرب الاستنزاف وبعدها في حرب أكتوبر وبعد ذلك التحق بالمعهد العالي للموسيقى العربية لإكمال دراسته الموسيقية وبدأ بثانوي موسيقى ثم حصل على البكالوريوس بامتياز مع مرتبة الشرف وكان الأول على دفعته في آلة العود كما حصل على دبلوم الدراسات العليا ثم سافر إلى خارج مصر في جولة كبيرة ليبدأ مشوار حلم وتجربة وصول الفن المصري إلى العالم وذلك بتكوين فرقة موسيقية غنائية مع الفنان فتحي سلامة وسمّيت (شرقيات) طافا بها معظم دول أوروبا وغنّى للأوربيين أعماله وطبعت هذه الأعمال على أسطوانات وشرائط بيعت في أوروبا وسجلت في الإذاعات الأوروبية وخاصة الألمانية.
وعندما عاد من هذه الجولات بدأ في أول شريط له بعنوان (هاتي) ثم تلاه أشرطة (قربيني- حبيبتي) بعد تلحينه لنفسه في أول شريط له بدأ أصدقائه المطربون يطلبون منه التلحين لهم وهم نجوم الغناء على الحجار ومدحت صالح ومحمد الحلو فكانت البداية بأغنيات (ولاطير ولا شاطئ) للفنان مدحت صالح و(انكسر جوانا شي) للفنان على الحجار ثم توالت الأعمال واتّجه بعد ذلك الي التلحين مع نجوم الغناء العربي أمثال محمد الحلو ومحمد منير وإيمان البحر درويش والمطرب اللبناني ربيع الخولي ثم اتجه إلى تلحين أعمال للفنانين محمد فؤاد وعمرو دياب وهشام عباس وإيهاب توفيق وخالد عجاج وشيرين وأنغام وغادة رجب وسميرة سعيد وعامر منيب ونوال الكويتية ومصطفى قمر ووائل كفوري وديانا حداد، وأصبح من أشهر ملحني مصر والوطن العربي.
قام بتلحين نشيد الجيش المصري الرسمي عام 2003 واحتفالات مصر بذكرى نصر أكتوبر 2003 بحضور رئيس الجمهورية ورجال الدولة حيث لحن أوبريت شارك فيه العديد من المطربين المصريين والعرب..
و لحّن أغنيات بكلمات سعودية وعراقية وترجمت بعض الحانة إلى التركية واليونانية كما لحّن أوبريت (القدس حاترجع لنا) التي اشترك فيها ولأول مرة في تاريخ الفن المصري جمع كبير من المطربين والممثلين الكبار والتي مثّلت انتفاضة المصريين وموقفهم مع الانتفاضة الفلسطينية وضد الاعتداء الإسرائيلي على أراضيهم وكذلك الأغنية الجماعية (إيد على إيد) في افتتاح قنوات النيل للمنوعات ووضع الموسيقى التصويرية والأغاني لعدد من الأفلام السينمائية منها (حرب الفراولة – خلطبيطة – ليه يا هرم – ليه خلتني أحبك – الاستاذ عبد العظيم)
وكذلك المسرحيات عفروتو وحكيم عيون..
في سنة 2007 التقى بالموسيقار والملحن الكردي المشهور هلكوت زاهر كان لها إعجاب شديد بأعمالها وصلو اتفاق طرفين أن يعملون مع بعض عدد ألحان مشتركة كفكرة جديدة من نوع الكردي والعربي وتم لقاء في بيروت عاصمة لبنان..

## أوسمة وجــوائز
- عام 1968 شهادة تقدير من التلفزيون الياباني
- عام 1971 وسام الوطنية من الجيش المصري
- عام 1972 وسام الشرف من الجيش المصري وكذلك أرفع أوسمة الجيش الثاني والثالث الميداني
- عام 1995 حصل رياض الهمشري على جائزة أوسكار الفارس الذهبي عن أحسن أغنية وهي أغنية راجعين للفنان عمرو دياب من وزير الإعلام المصري آنذاك (صفوت الشريف)
- عام 1999 حصل على جائزة أحسن ملحن عربي من الجالية المصرية بأمريكا
- عام 2000 فقد حصل على عدة جوائز منها أحسن ملحن من قنوات النيل الفضائية المتخصصة المصرية من رئيس اتحاد الإذاعة والتليفزيون المصري وجائزة أحسن ملحن من مجلة روز اليوسف المصرية
- عام 2001 حصل على شهادات تقدير من الإذاعة المصرية وعلى الميكروفون الذهبي من وزير الاعلام ورئيس اتحاد الإذاعة والتليفزيون المصري
- عام 2002 حصل على درع تكريم مهرجانات الشمال الدولية للبنان برعاية السيد رفيق الحريري في مهرجان كبير بلبنان كما حصل على شهادات تقدير من منظمة التحرير الفلسطينية ومن السفارة الفلسطينية بالقاهرة ومن الجامعة الأمريكية بالقاهرة على مجهوداته ومشاركته بفنّه في الأحداث الجارية بالعالم العربي والأحداث التي تجري على أرض فلسطين الحبيبة
- عام 2003 حصل على درع تكريم من مهرجان الإذاعة والتليفزيون المصري التاسع من السيد وزير الإعلام صفوت الشريف وذلك على موسيقي حفل افتتاح المهرجان
- عام 2003 حصل أيضا على جائزة أحسن مُلحّن من قناة المحور الفضائية المصرية والقناة الرابعة المصرية
- عام 2007 كما منحه مهرجان الإسكندرية الدولي الخامس للأغنية درع تكريم لإسمه

## وفاته
توفي في 7 مايو 2007 في بيروت عن عمر يناهز 48 سنة إثر إصابته بأزمة قلبية مفاجئة، وكان قد أقام في لبنان لمدة 4 سنوات هربا من حكم قضائي صدر بحقه.